# Samogitien
 (août 2013).
Si vous disposez d'ouvrages ou d'articles de référence ou si vous connaissez des sites web de qualité traitant du thème abordé ici, merci de compléter l'article en donnant les références utiles à sa vérifiabilité et en les liant à la section « Notes et références ».
Cet article concerne la langue samogitienne. Pour le peuple samogitien, voir Samogitiens.
Le samogitien est un dialecte du lituanien, qui est principalement parlé dans la région de Samogitie, dans l'ouest de la Lituanie. Il est parfois considéré comme une langue balte distincte. Il y a eu des tentatives d'introduire une norme écrite se rapprochant plus du letton que du lituanien standard.

## Nom
Le samogitien est également appelé zhemaitish, žemaičiai, žemaičių, žemaitiškai, žemaitis, son autonyme étant « žemaitiu ».

## Histoire
La formation du samogitien est un sujet controversé. D'après les estimations de certains linguistes, le samogitien s'est différencié des autres tribus baltes orientales aux Ve – VIIe siècles. D'autres croient que la tribu lituanienne était homogène à cette époque, les premières différences dialectales n'étant apparues qu'au XIIIe siècle. Quoi qu'il en soit, aujourd'hui, le samogitien est considéré comme un dialecte par la majorité des linguistes lituaniens.
La langue curonienne a laissé de très nombreuses traces dans le samogitien moderne ; il est fort probable que la plupart des différences entre le samogitien et le dialecte aukštaitien (le deuxième dialecte lituanien) soient apparues à cause du voisinage du peuple balte curonien.

## Distribution
Le samogitien se parle en Samogitie, à l'ouest de la Lituanie, dans une région située au sud du golfe de Riga et au nord du fleuve Niémen. Le samogitien n'a pas de statut légal dans la région où le lituanien standard seul est omniprésent.
On le pratique sous trois formes dialectales, principalement différenciées par une modification des diphtongues;
- le dounėninkā ou samogitien septentrional, parlé de Skuodas à Telšiai,
- le dūnėninkā  ou samogitien méridional, parlé de Tauragė à Raseiniai,
- le donėninkā ou samogitien occidental, parlé de Klaipeda à Šilutė.

## Comparaison
| français                      | lituanien                      | samogitien                   |
| ----------------------------- | ------------------------------ | ---------------------------- |
| Merci                         | Ačiū                           | Diekou                       |
| Il parle bien anglais         | Jis gerai kalba angliškai      | Ons gerā rokounas onglėškā   |
| Un thé sucré (sans sucre)     | arbata su cukrumi (be cukraus) | erbeta so sokro (be sokraus) |
| La plupart des gens sont bons | Dauguma žmonių yra geri        | Dėdoma žmuoniu gerė īr       |